# Christian Johann Gotthelf Benemann
Christian Johann Gotthelf Benemann († 25. März 1818 in Lauchstädt) war ein leitender kursächsischer Beamter. Er war Amtmann des sächsischen Amtes Düben im Rang eines Kammerkommissionsrates.

## Leben
Er war der Sohn des kursächsischen Kammerkommissionsrats und Amtmanns zu Düben Christian Gotthelf Benemann († 1802). Wie sein Vater trat auch er in den Dienst der Wettiner und wurde 1776 diesem als Adjunkt zur Seite gestellt und 1779 Nachfolger als Amtmann von Düben.
Spätestens 1790 überließ sein Vater ihm das Rittergut Pösigk, der es bis 1810 behielt und dann weiterverkaufte. Er zog in die aufstrebende Badestadt Lauchstädt, wo er 1818 starb.